# 石川通昌
石川 通昌（いしかわ みちまさ）は、戦国時代の武将。伊予国新居郡高峠城主。

## 概要
伊予国の金子文書には、天文20年（1551年）に高峠城主として石川備中守通昌が見える。この通昌は、備中石川氏の石川家久あるいは石川通経の子とする説がある。また、文書に年号がないものの、元亀年間以後のものと思われる文書に石川備中守勝重の名前が見え、通昌の子とする説がある。